# Dale (nome)
Dale  è un nome proprio di persona inglese maschile e femminile.

## Origine e diffusione
Riprende il cognome inglese Dale, che in origine denotava una persona abitante nei pressi di una valle (in inglese dale). Può essere considerato analogo per significato ai prenomi di origine gaelica Glenn e Glyn.

## Onomastico
Il nome è adespota, non essendo portato da alcun santo, quindi l'onomastico ricade in occasione di Ognissanti, il 1º novembre. In alcuni casi esso viene però fissato in memoria di santi dal nome simile, ad esempio il 29 gennaio in ricordo di san Dallan Forgaill.

## Persone

### Femminile
- Dale Dickey, attrice statunitense
- Dale Fuller, attrice statunitense
- Dale Raoul, attrice statunitense

### Maschile

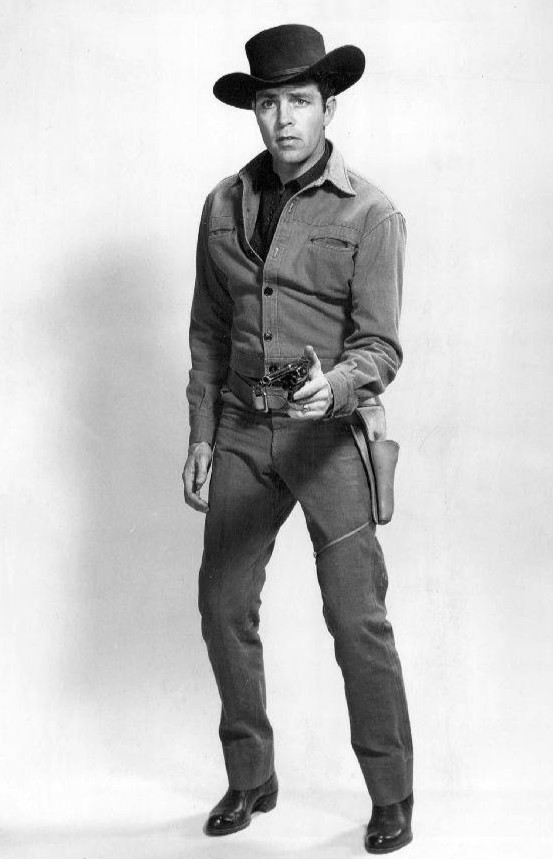
Dale Robertson

- Dale Carnegie, scrittore e insegnante statunitense
- Dale Derkatch, hockeista su ghiaccio canadese
- Dale Earnhardt, pilota automobilistico statunitense
- Dale Earnhardt Jr., pilota automobilistico statunitense
- Dale Furutani, scrittore statunitense
- Dale Hawkins, cantautore statunitense
- Dale Hennesy, scenografo statunitense
- Dale E. Kildee, politico e insegnante statunitense
- Dale McCourt, allenatore di hockey su ghiaccio e hockeista su ghiaccio canadese
- Dale Mortensen, economista statunitense
- Dale Robertson, attore statunitense
- Dale Russell, paleontologo canadese

## Il nome nelle arti
- Dale è il nome inglese dello scoiattolo disneyano amico di Cip, Ciop.
- Dale "Barbie" Barbara è un personaggio della serie televisiva Under the Dome.
- Dale Biederbeck è un personaggio della serie televisiva Detective Monk.
- Dale Cooper è un personaggio della serie televisiva I segreti di Twin Peaks.
- Dale Smither è un personaggio della serie televisiva Heroes.
- Dale Volker è un personaggio della serie televisiva Stargate Universe.